# 粟屋勝久
粟屋 勝久（あわや かつひさ）は、戦国時代から安土桃山時代にかけての武将。若狭武田氏の家臣。武田四老の一人。若狭国国吉城主。

## 略歴
粟屋氏は清和源氏安田氏の末裔で、若狭守護・若狭武田氏の被官。勝久の前後の系図は不明で、粟屋元隆や粟屋光若との関係も明らかではないが同族と考えられる。ただ、越中守の名乗りは粟屋本家の右京亮家の歴代の名乗りであり、血縁はともかく、右京亮家を再興して継承する意図があったものと推測される。資料における初見は弘治2年（1556年）である。
当時、若狭武田氏は、旧守護・武田信豊と、子で現守護・義統が対立するなど内乱状態にあった。義統が内乱に勝利した後もなお、若狭西部の有力家臣逸見氏が謀反を起こして独立するなど、領国の統治に窮した義統は、婚姻関係のある越前国守護朝倉氏に援軍を要請する。
朝倉氏の軍勢を若狭に入れることに反対する勝久は、義統の子・武田元明を擁立して抵抗し、永禄6年（1563年）から毎年、朝倉氏が朝倉景紀を大将として若狭国へ侵攻し、略奪放火と狼藉の限りを尽くすが、国吉城に籠城してこれを撃退した。しかし永禄11年（1568年）、朝倉氏によって元明は囚われて越前に連行され、一乗谷の朝倉館に軟禁されることとなった。この時に勝久宛の武田元明からの降伏命令が届くが、それを拒否した。
朝倉氏による若狭支配が始まったが、勝久はその後も武田氏家臣として、単独で国吉城に籠し朝倉氏に抗する。織田氏の勢力が拡大すると、元亀元年（1570年）、他の若狭国人衆と共に織田信長に協力。同年4月に織田氏が越前へ出兵した際には、国吉城は信長の宿所となった。元亀4年/天正元年（1573年）には朝倉義景率いる朝倉勢が若狭国に侵入した際には、国吉城が包囲された。しかし、織田勢が攻勢を開始すると、越前攻めでは一乗谷一番乗りの武勲を挙げ、幽閉されていた旧主の武田元明を救出した。
天正3年（1575年）7月、上洛して元明助命の嘆願を果たしたものの、武田氏による若狭領有は許されず、若狭は織田氏の重臣・丹羽長秀に任されることとなった。天正9年（1581年）の天覧馬揃えに見られるように、粟屋勝久ら若狭武田氏旧臣は丹羽長秀の与力として存続している。
本能寺の変後は羽柴秀吉に仕えて馬廻役を務めた。のちに国替えとなり、国吉城には木村常陸介（木村重茲）が入部している。天正13年（1585年）死去。
なお、孫の助太夫は豊臣秀頼に仕え、大坂の陣では豊臣方として戦い、戦後は藤堂高虎に仕官した。 同じく孫の粟屋勝長は臼杵藩に仕え、元文3年（1738年）に粟屋勝興が御鑓奉行に任じられている。子孫は明治維新に至り廃藩となるまで、家老職を勤めた。

## 備考
福井大学の松浦義則名誉教授は粟屋越中守の名について論考し、現在までに伝わる粟屋勝久の名は、17世紀中頃の成立とされる仏国寺所蔵の若狭守護武田氏系図の武田元明の注記に「粟屋越中守勝久」と記載されているのみで、戦国期の史料によって勝久の存在を裏付けることはできない。そして勝長と名乗る人物が永禄4年（1558年）に山東郷の土豪田辺氏の所領を安堵しており、天正元年9月にも資料にその名が現れる。そして天正5年9月の「粟屋越中守請取状」内に粟屋美作守長景、粟屋甚右衞門尉長吉という粟屋家臣が存在することも確認され、「長」の字が勝長からの偏諱であると推測される。また、花押からも越中守と勝長が同一人物であるとしている。

## 参考資料
- 戦国末期若狭支配の動向
- 粟屋越中守勝久と国吉籠城戦 福井県郷土誌懇談会